# 砂漠に赤い花
「砂漠に赤い花」（さばくにあかいはな）は、斉藤和義の11作目のシングル。1996年2月1日に ファンハウスから発売された。

## 概要
4枚目アルバム『FIRE DOG』からのシングルは、編曲に初めてキーボーディストの片山敦夫を迎えて制作された。C/Wにキャリア初のカバー曲を収録。

## 収録曲
1. 砂漠に赤い花
作詞・作曲：斉藤和義
編曲：斉藤和義・片山敦夫
2. 傘がない
作詞・作曲：井上陽水
編曲：斉藤和義・Grand Fuxk
井上陽水のカバー曲。